# Jakutsk
Jakutsk (russisk: Якутск, tr. Jakutsk) er hovedstaden i Republikken Sakha (Jakutien), der udgør ca. halvdelen af Det fjernøstlige føderale distrikt. Republikken Sakha (Jakutien) er den største subnationale administrative enhed, ikke kun i Rusland, men i hele verden. Jakutsk er en vigtig havn på floden Lena. Byen har 311.760(2018) indbyggere.

## Historie
Jakutsk blev grundlagt i 1632  som et Kosak-fort, men udviklede sig først til en by, da man opdagede store forekomster af guld og andre mineraler i 1880'erne og 90'erne. Forekomsterne, der er blandt de største i verden, blev udnyttet intensivt under Sovjetunionens industrialisering. Under industrialiseringen blev der anlagt et antal af arbejdslejre (Gulag) i området, der bidrog til Jakutsks vækst.

## Transport
Jakutsk er vanskeligt tilgængelig. Byen ligger på den vestlige bred af Lena, mens hovedvejen mod syd ligger på den østlige bred. Man skal således over med færge eller køre på isen, når floden er tilfrosset, da der ikke er nogen broer. Vejen er dårlig (mudret) forår og efterår, hvor floden derfor foretrækkes, hvis man ikke kan flyve. Floden kan dog også være fuld af isflager om foråret eller have for høj vandstand pga. smeltevand. En kombineret vej- og jernbanebro over Lena ca. 40 km syd for Jakutsk blev planlagt i 2010, men er siden udskudt på ubestemt tid. Broen ville have blevet over 3 km lang.
Der er også en lufthavn i Jakutsk, men vejret gør det ofte vanskeligt at beflyve lufthavnen, specielt efterår og vinter.

## Venskabsbyer
- Fairbanks, USA
- Yellowknife, Canada
- Kyzyl, Rusland
- Murayama, Japan
- Changwon, Sydkorea
- Heihe, Kina
- Harbin, Kina
- Olympia, Grækenland